# إريك بونتوبيدان
إريك بونتوبيدان (بالدنماركية: Erik Pontoppidan den yngre)‏ هو كاتب، إريك بونتوبيدان، مؤرخ، وجامع للأثار دنماركي، ولد في آرهوس في 24 أغسطس 1698 ومات في كوبنهاغن في 20 ديسمبر 1764.

## روابط خارجية
- إريك بونتوبيدان على موقع الموسوعة البريطانية (الإنجليزية)